# 松枝蔵人
松枝 蔵人（まつがえ くろうど、1955年 - ）は日本の小説家。新潟県出身。かに座のO型。早稲田大学露文科卒。
1980年代にコンプティークを舞台に活躍。長らく休筆し、塾講師を営んでいたが、2016年2月から作家として復帰。小説投稿サイト：カクヨムで「純真なマチウ」「地球獣ボコイ」「聖エルザ Anniversary〈記念日〉」を掲載している。

## 作品リスト

### 小説
- 聖エルザクルセイダーズ（イラスト：BLACK POINT、角川スニーカー文庫）
  - 『聖エルザクルセイダーズ 集結！』（1988年3月）
  - 『聖エルザクルセイダーズ2 激動！』（1988年6月）
  - 『聖エルザクルセイダーズ3 聖戦！』（1988年10月）
  - 『聖エルザクルセイダーズ4 乱入！』（1989年4月）
- パンゲア（イラスト：吉富昭仁、角川スニーカー文庫）
  - 『パンゲア〈1〉』（1989年8月）
  - 『パンゲア〈2〉』（1990年7月）
  - 『パンゲア〈3〉』（1991年2月）
  - 『パンゲア〈4〉』（1991年12月）
- 瑠璃丸伝：当世しのび草紙（イラスト：池田恵、電撃文庫）
  - 『瑠璃丸伝〈1〉』（1993年6月）
  - 『瑠璃丸伝〈2〉』（1993年10月）
  - 『瑠璃丸伝〈3〉』（1994年2月）
  - 『瑠璃丸伝〈4〉』（1994年6月）
  - 『瑠璃丸伝〈5〉』（1995年11月）
  - 『瑠璃丸伝〈6〉』（1996年12月）
  - 『瑠璃丸伝〈7〉』（1998年5月）
- 『ジェラルディン・サーガ〈1〉人外魔境コブの秘密』（イラスト：麻宮騎亜、富士見ファンタジア文庫、1988年11月）

### ノベライズ
- 『バブルガムクライシス：サイレント・ファンファーレ』（鈴木敏充原案、富士見書房、1988年3月）
- 『ソーサリアン創世紀』（イラスト：米田仁士、角川文庫、1990年12月）

### ゲームブック
- 『ダーティペア：ヴァッサーインゼルの大追跡』（富士見書房、1987年3月）
- 『戦え!!イクサー1：クトゥルフの逆襲』（富士見書房、1987年8月）

### アンソロジー
- 『ファンタジー王国〈1〉』[2]（角川書店、1991年1月）

### カセットブック
- 『聖エルザクルセイダーズ 1 ミホのGW日記』（1989年1月）
- 『聖エルザクルセイダーズ 2 恵利ちゃんの大脱走』（1989年6月）
- 『聖エルザクルセイダーズ 3 姫のスウィートメモリー』（1990年3月）
- 『聖エルザクルセイダーズ 4 チクリンウォーズ純情篇』（1991年6月）